# Growing of my heart
「Growing of my heart」（グローウィング・オブ・マイ・ハート）は、倉木麻衣の楽曲。倉木の22作目のCDシングルとして2005年11月9日にGIZA studioから発売された。CDコードはGZCA-4054。

## 概要
よみうりテレビアニメ『名探偵コナン』オープニングテーマ。「風のららら」以来7度目となる『名探偵コナン』タイアップ曲。シングル表題曲としては初となる葉山たけしが編曲を担当している。曲のテーマは「今まで積み重ねてきた基礎を踏み台にして、次のステップへ踏み出し、頑張っていこう」というもの。歌詞には「苦しい時期や大変な時は自分にとっての心の基礎作りだと思って、それを乗り越えた時に新しい自分が生まれ、そこからまた成長していこう」という気持ちがストレートに表現されている。
『名探偵コナン』の同時期のエンディングテーマである岩田さゆりの「Thank You For Everything」も同日に発売された。日本の女性歌手・VALSHEがカバーしており、2013年11月27日にリリースされたシングル「Butterfly Core」の初回限定盤Bに収録されている。
2005年9月3日から10月28日まで行われていたライブツアー ″Mai Kuraki LIVE TOUR 2005 LIKE A FUSE OF LOVE″ の頃からも既に歌われており、ミュージック・ビデオも同ツアーのダイジェストといった内容に仕上がっている。
2曲目に収録された「Seven Nights」は、過ぎ去った夏を思いながら同時に秋の静寂を感じさせるような歌詞とボーカルが特徴的なナンバーになっている。3曲目に収録された「Winter*Swear」は、デビュー当時から倉木の楽曲制作に携わるCybersoundが作曲、編曲を手掛けている。タイトルにある ″Swear″ には ″誓う″ という意味があり、愛する誓いとも言える気持ちが歌われている。

## 収録曲
1. Growing of my heart (4:27)
作詞: 倉木麻衣 / 作曲: 大野愛果 / 編曲: 葉山たけし
  - 6thアルバム『DIAMOND WAVE』に収録されているものとはアレンジが少し異なっている。
2. Seven Nights (4:08)
作詞: 倉木麻衣 / 作曲：大野愛果 / 編曲: 葉山たけし
3. Winter*Swear (3:47)
作詞: 倉木麻衣 / 作曲・編曲: Cybersound

## スタッフ・クレジット
- 倉木麻衣 – コーラス
- 大野愛果 – コーラス

## 収録アルバム
- DIAMOND WAVE
- THE BEST OF DETECTIVE CONAN 3 〜名探偵コナン テーマ曲集3〜
- ALL MY BEST
- 倉木麻衣×名探偵コナン COLLABORATION BEST 21 -真実はいつも歌にある!-

| テレビアニメ『名探偵コナン』オープニングテーマ 2005年10月10日 - 2005年12月19日 |                                  |                    |
| 前作: ZARD 「星のかがやきよ」                                                  | 倉木麻衣 「Growing of my heart」 | 次作: B'z 「衝動」 |

## 参考資料
- 解説:佐伯明『WHAT's IN? Mai-K 2015年1月号増刊』第28巻第1号、エムオン・エンタテインメント、2014年11月17日、59頁、雑誌19856-01。